# Mario Del Monaco
Mario Del Monaco (n. 27 iulie 1915, Florența, Regatul Italiei – d. 16 octombrie 1982, Mestre, Veneto, Italia) a fost un tenor italian.

## Biografie
Del Monaco s-a născut la Florența, într-o familie muzicală de clasă superioară, dintr-un tată napolitan și o mamă de origini siciliene.  În copilărie a studiat vioara, dar avea o pasiune pentru cânt. A absolvit Conservatorul Rossini din Pesaro, unde s-a întâlnit și a cântat pentru prima dată cu Renata Tebaldi, cu care a format un fel de echipă de vis de operă din anii '50. Printre primii mentori ai săi ca cântăreț s-au numărat Arturo Melocchi, profesorul său din Pesaro, și Cherubino Raffaelli, care i-a recunoscut talentul și a ajutat la lansarea carierei sale.
Cariera a început serios cu debutul lui Del Monaco la 31 decembrie 1940 ca Pinkerton(Madama Bitterfly) la Teatro Puccini din Milano. (Prima sa apariție în operă fusese, totuși, anul precedent, în Cavalleria rusticana de Mascagni din Pesaro.) A cântat în Italia în timpul celui de-al Doilea Război Mondial și s-a căsătorit, în 1941, cu Rina Filipini. În 1946 a apărut pentru prima dată la Royal Opera House din Londra, Covent Garden. În următorii câțiva ani, a câștigat faima nu numai la Londra, ci și în întreaga lume de opera pentru vocea sa puternică și stilul de actorie eroic. Avea o întindere aproape de holdentenor, dar Del Monaco nu era wagnerian, limitându-și activitățile în mare parte la repertoriul italian. A cântat Wagner în concerte, de la Lohengrin și Die Walküre.
Del Monaco a cântat la New York Metropolitan Opera din 1951 până în 1959, bucurându-se de un succes deosebit în părți dramatice ale lui Verdi, precum Radamès(Aida). Curând s-a impus ca unul dintre cei patru superstaruri tenori italieni care au atins apogeul faimei lor în anii 1950 și 1960, alături de Giuseppe Di Stefano, Carlo Bergonzi și Franco Corelli. Rolurile de semnătură ale lui Del Monaco în această perioadă au fost Andrea Chénier de Giordano și Otello de Verdi. S-a confruntat pentru prima dată cu Othello în 1950 și a continuat să-și perfecționeze livrarea de-a lungul carierei sale. Se spune că a cântat Othello de 427 de ori. Cu toate acestea, cartea publicată de Elisabetta Romagnolo, Mario Del Monaco, Monumentum aere perennius, Azzali 2002, enumeră doar 218 apariții ale lui ca Othello, care este o figură mai realistă. Deși Otello a fost cel mai bun rol al său, în timpul carierei sale Del Monaco a cântat o serie de alte roluri cu mare succes, de exemplu: Canio în Pagliacci (Leoncavallo), Radames în Aida (Verdi), Don Jose în Carmen (Bizet), Chenier în Andrea Chénier (Giordano), Manrico în Il Trovatore (Verdi), Sansone în Samson și Delilah (Saint-Saëns) și Don Alvaro în La forza del destino (Verdi). Del Monaco a cântat la La Scalla cu Maria Callas în 1955 (Andrea Chénier, Norma) și a jucat împreună cu Callas în „Norma” la Met în 1956, printre alte perechi Callas.
Del Monaco a făcut primele înregistrări la Milano în 1948 pentru HMV. Ulterior i s-a alăturat Renata Tebaldi într-o serie lungă de opere de Verdi și Puccini înregistrate pentru Decca. Pe aceeași etichetă a fost înregistrarea sa din 1969 Fedora di Giordano, cu Magda Olivero și Tito Gobbi. Vocea sa sonoră și aspectul viril i-au adus porecla de „Taurul de alamă al Milanului”.[3] Soprana Magda Olivero a observat într-un interviu cu Stefan Zucker că: Când Del Monaco și cu mine am cântat împreună Francesca da Rimini la Scala [în 1959], ea mi-a explicat toată tehnica ei vocală. Când a terminat i-am spus: „Dragul meu Del Monaco, dacă ar fi să pun în practică toate lucrurile pe care mi le-ai spus, m-aș opri imediat din cântat și aș dispărea”. Tehnica era atât de complicată: împingeți laringele în jos, apoi împingeți asta în sus, apoi faceți asta - pe scurt, mă amețea doar auzind tot ce făcea.[4] În 1975 s-a retras din scenă. A murit la Mestre din cauza nefritei. A fost înmormântat în costumul lui Othello.

## Filmografie selectivă
- 1951 Caruso, legenda unei vieți, regia Giacomo Gentilomo : dublarea vocii lui Caruso (canto)
- 1953 Giuseppe Verdi, regia Raffaello Matarazzo
- 1954 Casa Ricordi, regia	Carmine Gallone
- 1960 Acord final, regia Wolfgang Liebeneiner
- 1978 Ultima romanță de dragoste (Primo amore), regia Dino Risi